# Nea Salamina Famagusta
Nea Salamina Famagusta (grec; Νέα Σαλαμίνα Αμμοχώστου) – cypryjski klub piłkarski z siedzibą w Larnace. Do 1974 siedzibą klubu była Salamina.

## Historia
Klub Nea Salamina Famagusta nazywany również Nea Salamis Famagusta założony został w 1948 w Salaminie. W 1955 zadebiutował w lidze cypryjskiej zajmując w premierowym sezonie trzecie miejsce. Sukces ten powtórzyła Nea Salamina w 1966. W tym samym roku Nea Salamina dotarła do finału Pucharu Cypru. W 1974 w wyniku zajęcia przez wojska tureckie Salaminy i włączenia jej do Cypru Północnego, klub zmuszony był przenieść siedzibę do południowej części wyspy do Larnaki.
W 1979 klub po raz pierwszy spadł z pierwszej ligi. Po rocznym pobycie Nea Salamis powróciła do pierwszej ligi w 1980. Najlepszy okres w historii klubu to pierwsza połowa lat dziewięćdziesiątych. W 1990 Nea Salamina odniosła swój największy sukces w historii zdobywając Puchar Cypru pokonując w finale Omonię Nikozja 3-2. Do tego klub dorzucił Superpuchar Cypru w tym samym roku. Jako zdobywca Pucharu Cypru wystartował w Pucharze Zdobywców Pucharów. Nea Salamina odpadła w I rundzie dwukrotnie ulegając szkockiemu Aberdeen F.C. 0-2 i 0-3.
W 1991 trenerem Nei Salamis został Jerzy Engel i dwukrotnie pod jego wodzą klub kończył rozgrywki na trzecim miejscu w 1993 i 1995. W 1995, 1997 i 2000 klub uczestniczył bez sukcesów w Pucharze Intertoto. Ostatnimi sukcesami Nei Salaminy było wywalczenie czwartego miejsca w lidze w 2000 oraz dotarcie do finału Pucharu Cypru rok później. W 2001 klub po raz drugi spadł do drugiej ligi. W pierwszej dekadzie jeszcze trzykrotnie Nea Salamis spadała do Protathlima B’ Kategorias w 2003, 2008 i 2010, zwykle szybko powracając do najwyższej klasy rozgrywkowej. Od sezonu 2011/2012 klub ponownie znajduje się w A’ Kategorias.

## Sukcesy
- Puchar Cypru (1): 1990.
- finał Puchar Cypru (2): 1966, 2001.
- Superpuchar Cypru(1): 1990.
- trzecie miejsce w Protathlima A’ Kategorias: 1956, 1966, 1993, 1995.
- wygranie Protathlima B’ Kategorias: 1955, 1980, 2002, 2004.

## Trenerzy w historii klubu
- Jerzy Engel (1991-1995, 1996)
- Momčilo Vukotić (1995-1996)
- Georgi Wasilew (2003)
- Andreas Michaelides (2005-2006)
- Panicos Orphanides (2003-2005, 2007-2008)

## Europejskie puchary
Legenda do wszystkich tabel:
- Q – runda eliminacyjna, 1/16, 1/8, 1/4, 1/2 – odpowiednia faza rozgrywek, Grupa – runda grupowa, 1r gr – pierwsza runda grupowa, 2r gr – druga runda grupowa, F – finał, R – runda, PO – play-off
- k. – rzuty karne, los. – losowanie, Dogr. – dogrywka, w. – zasada bramek strzelonych na wyjeździe

| Sezon   | Rozgrywki                 | Runda   | Przeciwnik          | Dom  | Wyjazd | Ogólnie    |
| ------- | ------------------------- | ------- | ------------------- | ---- | ------ | ---------- |
| 1990/91 | Puchar Zdobywców Pucharów | 1R      | Aberdeen            | 0–2  | 0–3    | 0–5        |
| 1995    | Puchar Intertoto          | Grupa 7 | Bayer 04 Leverkusen | 0–2  |        | 3. miejsce |
| 1995    | Puchar Intertoto          | Grupa 7 | OFI 1925            |      | 1–2    | 3. miejsce |
| 1995    | Puchar Intertoto          | Grupa 7 | Budućnost Podgorica |      | 1–1    | 3. miejsce |
| 1995    | Puchar Intertoto          | Grupa 7 | Pärnu Tervis        | 2–0  |        | 3. miejsce |
| 1997    | Puchar Intertoto          | Grupa 3 | AJ Auxerre          | 1–10 |        | 4. miejsce |
| 1997    | Puchar Intertoto          | Grupa 3 | Lausanne Sports     |      | 1–4    | 4. miejsce |
| 1997    | Puchar Intertoto          | Grupa 3 | Royal Antwerp FC    |      | 0–4    | 4. miejsce |
| 1997    | Puchar Intertoto          | Grupa 3 | Ards                | 4–1  |        | 4. miejsce |
| 2000    | Puchar Intertoto          | 1R      | Vllaznia Szkodra    | 4–1  | 2–1    | 6–2        |
| 2000    | Puchar Intertoto          | 2R      | Austria Wiedeń      | 1–0  | 0–3    | 1–3        |